# Juan Cruz Gill
Juan Cruz Gill (Villa María, Córdoba, Argentina, 18 de julio de 1983) es un futbolista argentino. Juega actualmente de defensor central y su equipo actual es Valletta FC de la Premier League de Malta.

## Trayectoria
Debutó oficialmente el 19 de junio de 2004 en la victoria de Talleres de Córdoba vs River Plate por 3 a 2 en la Primera División del Fútbol Argentino.
Luego de cuatro temporadas en el club cordobés, pasa al Club Deportes Melipilla de la Primera División de Chile por seis meses. En febrero de 2009 llega al Ermis Aradippou de Chipre donde logra el ascenso a la Primera División de ese país. La temporada 2009/2010 y 2010/2011 sigue en el club Chipriota donde logra una destacada labor siendo uno de los jugadores con más presencias del equipo y logran el objetivo de mantenerse en la máxima categoría.
Para la temporada 2011/2012 arregla condiciones con el histórico club Estudiantes de Mérida de la Primera División Venezolana. A fines de 2011, tras solo seis meses y por problemas de pago, decide continuar su carrera en el club Unión Temuco, de la Primera B de Chile, presidida por el goleador histórico de la selección de ese país, Marcelo Salas. La temporada 2012, Juan Cruz Gill fue uno de los jugadores más regulares y con más presencias en el equipo y se le ofrece renovar por dos temporadas más. Luego se seis meses a mediados de 2013, Unión Temuco se fusiona con el otro club histórico de la ciudad Deportes Temuco y permanece en el club hasta finalizar su contrato, también siendo uno de los jugadores con más presencias y convirtiendo tres goles, dos en el clausura 2014 y un penal en la definición vs Universidad de Concepción por los octavos de final de la Copa Chile 2013-2014.
En enero de 2015 se suma al club Deportes Iberia de Chile donde es pedido por el DT Cristian Mora que anteriormente lo dirigió en Temuco.
En junio de 2015 pasa al Valletta FC, uno de los clubes más importantes de Malta. Tras seis meses en el club Maltés, es el único jugador de toda liga que ha disputado todos los minutos de la misma. En 2016 fue campeón con su club de la Liga de ese país.

## Clubes
| Club                           | País      | Año       | Partidos | Goles | Expulsado |
| ------------------------------ | --------- | --------- | -------- | ----- | --------- |
| Talleres de Córdoba            | Argentina | 2003-2008 | 79       | 2     | 1         |
| Deportes Melipilla             | Chile     | 2008      | 17       | 0     | 0         |
| Ermis Aradippou                | Chipre    | 2009-2011 | 59       | 0     | 1         |
| Estudiantes de Mérida          | Venezuela | 2011      | 14       | 0     | 0         |
| Unión Temuco                   | Chile     | 2012-2013 | 40       | 2     | 0         |
| Deportes Temuco                | Chile     | 2013-2014 | 32       | 3     | 0         |
| Iberia                         | Chile     | 2015      | 10       | 0     | 0         |
| Valletta FC                    | Malta     | 2015-2019 | 57       | 2     | 0         |
| → Tarxien Rainbows FC (cedido) | Malta     | 2019      | 10       | 1     | 0         |
| Sliema Wanderers FC            | Malta     | 2019-2020 | 12       | 1     | 0         |
| Marsaxlokk                     | Malta     | 2021-2022 | 0        | 0     | 0         |
| TOTAL                          | TOTAL     | TOTAL     | 330      | 7     | 11        |

## Títulos
| Título           | Club            | País   | Año  |
| ---------------- | --------------- | ------ | ---- |
| Segunda División | Ermis Aradippou | Chipre | 2009 |
| Premier League   | Valletta FC     | Malta  | 2016 |